# Michael Distate
Michael Distate (* 26. Juli 1989) ist ein belgischer Eishockeyspieler, der seit 2010 erneut bei den Bulldogs de Liège unter Vertrag steht und mit dem Klub seit 2015 in der belgisch-niederländischen BeNe League spielt.

## Karriere
Michael Distate begann seine Karriere beim zehnfachen belgischen Meister Cercle des Patineurs Liègois, für den er in der zweitklassigen National League spielte. 2006 wechselte er zum Lokalrivalen Bulldogs de Liège in die Ehrendivision. Mit Ausnahme der Spielzeit 2009/10, als er beim IHC Leuven aktiv war und den belgischen Meistertitel errang, spielt er seither für die Bulldoggen, mit denen er 2014 das Double aus Meisterschaft und Pokalwettbewerb gewinnen konnte, wozu er als bester Verteidiger der Liga maßgeblich beitrug. Seit 2015 spielt er mit dem Klub in der belgisch-niederländischen BeNe League. 2018 wurde er mit dem Klub erneut belgischer Pokalsieger.

### International
Für Belgien nahm Distate im Juniorenbereich an den U18-Weltmeisterschaften 2006 und 2007 in der Division II sowie den U-20-Weltmeisterschaften 2007 in der Division III und 2008 und 2009 in der Division II teil.
Für die Herren-Nationalmannschaft spielte Distate bei den Weltmeisterschaften der Division II 2008, 2011, 2016, 2017 und 2018.

## Erfolge und Auszeichnungen
- 2007 Aufstieg in die Division II bei der Weltmeisterschaft der Division III
- 2010 Belgischer Meister mit dem IHC Leuven
- 2014 Belgischer Meister und Pokalsieger mit den Bulldogs de Liège
- 2014 Bester Abwehrspieler der Ehrendivision
- 2018 Belgischer Pokalsieger mit den Bulldogs de Liège

## Statistik
(Stand: Ende der Spielzeit 2017/18)